# ボアストローク比

ボア・ストローク比。
排気量が同じ場合、数字が大きいほどクランク半径が小さく（てこ棒が短く）なって1ストロークあたりのトルクは小さくなるが、ピストンスピードを低く抑えることができ、高回転化 = 高出力化に有利となる。逆に、数字が小さくなるほどピストンスピードが高く、クランク半径も大きくなるため高回転化には向かないが、ストールしづらく低回転域で扱いやすくなる。
また、燃焼室の表面積の差は熱効率にも影響する。

ボアストローク比（ボアストロークひ 英: bore/stroke ratio）とは、レシプロエンジンにおけるシリンダーボア（内径）とピストンストローク（行程）の比率のことで、ストロークをボアで割った値である。エンジンの性格を類別する際に使用されることが多く、この値が1.0（1：1）の場合はスクエアストロークまたは略してスクエア、1より小さいものはショートストロークまたはオーバースクエア、1より大きいものはロングストロークと呼ばれる。
多くの実用ガソリンエンジンでは、ボア・ストローク比は1.0近傍に設定されるか、ややロングストロークに設定される。一部の高性能スポーツカー用エンジンやレース用エンジンではショートストロークに設定され、フォーミュラ1用のエンジンでは2.0（1/2）近くと極端にショートストロークに設定され、極限の高回転性能を実現している。
また、船舶用の大型2ストロークディーゼルエンジン（ユニフロー掃気ディーゼルエンジン#船舶用）では0.25（4倍）付近と大幅なロングストロークとなっている。これは燃費性能を最重視したもので、ガソリンエンジンと異なり、運転中のディーゼルエンジンのシリンダー内は常に空気過剰の状態にあり、この燃焼に関与しなかった空気も燃焼熱によって膨張して出力に寄与するため、膨張時間を長くとる設定となっている。
フィンランドなどの一部の国では、ボアをストロークで割った「ストロークボア比」が用いられる。

## 種別

### スクエアストローク
ボアストローク比が1（1：1）であるものをいう。ピストンの往復運動で得られる容積の縦断面が、正方形であることからこの名が付いた。下記の2つの中間的な性格と言え、2000年現在においては、パワー向上のみならず総合的なエンジンの性能向上が重要とされ、スクエアもしくはそれに近い比率の物が増えている。

### ショートストローク
ボアストローク比が1よりも小さいものをいう。一般的にショートストロークではコンパクトな（表面積の少ない）燃焼室を実現しにくく、低速での燃費性能は悪化するが、同排気量のロングストローク型に比べ、1回転あたりのピストン往復距離が短いことから高回転となり、また、ピックアップ特性を向上させやすく、出力重視型のエンジンとなる。
ただ、高出力にするためにはとにかくボアを大きくすれば良いかというと、必ずしもそうではなく、ボアを大きくすれば必然的にピストンも大きくなり、したがってそれらにかかわる部品も頑丈にせざるを得ず、エンジンの全長も長くなってしまう。また、ボアを大きくする以外にも多バルブ化など別のアプローチによって高出力を達成できるようになったため、ボアの拡大＝さらなるショートストロークには歯止めがかかった。
現在では、主にスポーツカーや軽自動車、スポーツタイプのオートバイ、また乗り物以外では刈り払い機やチェーンソーなどに採用されることが多い。

### ロングストローク
ボアストローク比が1より大きいものをいう。
ショートストローク型に比べ、コンパクトな燃焼室にしやすく、低回転時の冷却損失が小さいため熱効率が良く、実用燃費に有利になる。また、ピストンスピードが高く、クランクシャフトを回す力が大きいことから、ショートストロークに比べて低回転時のトルクが大きい傾向がある。これらのことから、実用型のエンジンという事になる。なお、バイクにおいてはストロークを長くすると鼓動感のあるエンジンとなる。
その反面、すべてのレシプロエンジンはピストンが往復運動を行う構造上、ピストンスピードの向上に物理的な限界があり、同じ回転数においてはストロークが長いほどピストンスピードが高くなることから、高回転性能やピックアップ特性を向上させることが困難になるため、高回転には弱いとされる。また、エンジン長は抑えられるものの、エンジン高は高くなる。
なお、ストロークが長い直列3気筒以下のエンジンではエンジンの振動が大きいが、現在はピストン･コネクティングロッド（コンロッド）の軽量化、バランサーなどにより不快なほどではない。また、わざとバランスを崩して設計して振動（鼓動感）を出し、エンジンの味としたり、トラクションにメリハリをつけるなどの演出をすることもある。なお、ショートストロークエンジンでもコンロッドが短い場合、コンロッドの振り角が過大となり、振動が増加する（連桿比も参照）。
ホンダCB750FOURやヤマハディバージョンXJ400S、果てはカワサキZ1300などのように、多気筒エンジンの幅を詰めるためにロングストロークで設計される場合もある。
エンジン諸元表を見るときには、ボアストローク比だけでなくストロークの長さ自体に注目すると、他のエンジンと特性比較しやすい。また、試乗でもストロークの長短を意識したほうがエンジンの特性をつかみやすい。日本製の乗用車・オートバイ用エンジンは、当初の低中速重視型を脱し、1980年代以降にはショートストロークのものが大多数を占めるようになっていたが、排出ガス規制、省エネルギー、衝突安全性（エンジン平面寸法の縮小）などの要求が高度化するにつれ、2000年代以降からはロングストロークのものへ移行していった。対して欧州車や米国車のエンジンは、従前からロングストロークのものが大多数を占めている。ヒュンダイ アイオニックに採用されている1.347と極めてロングストロークのものもある。
変わったところでは税制と関連してロングストロークが好まれていた場合もある。20世紀前半のイギリスで用いられていた馬力税は単純にボア径と気筒数で決められていた。この場合ボア径が小さい方、つまりロングストロークの方が税制上有利であった。この馬力税による影響は廃止後の1950 - 1960年代のまでの英国車に残ったとされる。